# Francouzské korunovační klenoty

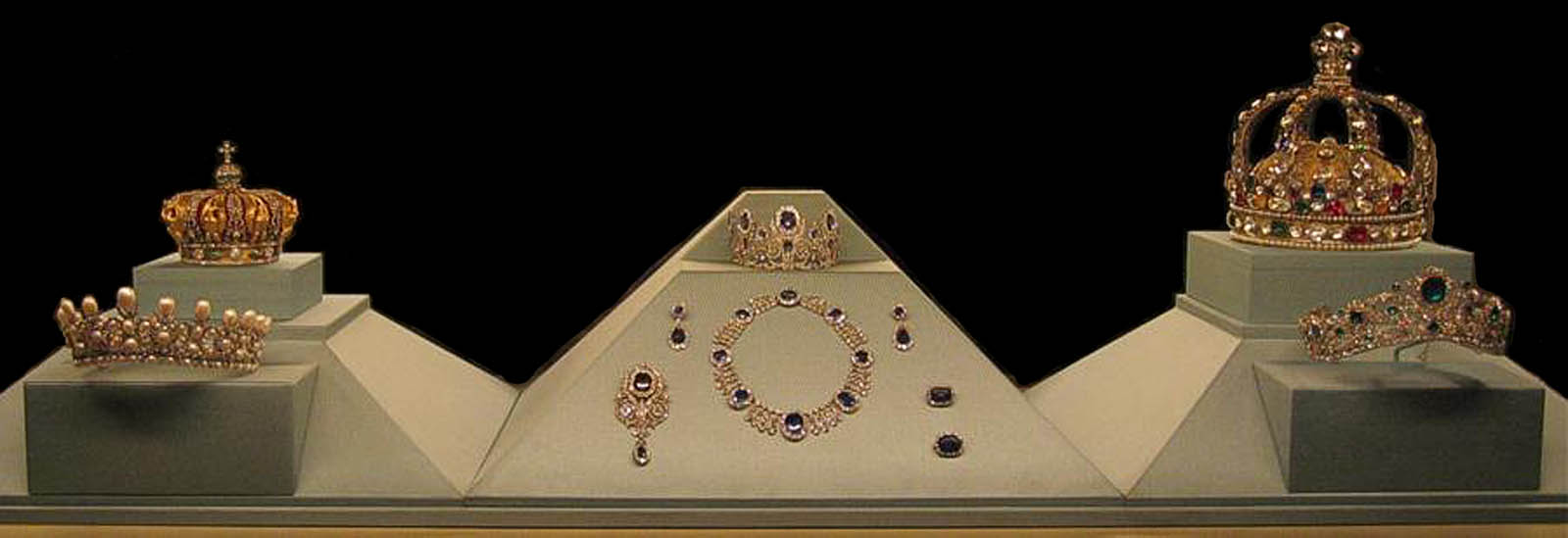
Francouzské korunovační klenoty v Apollónově galerii v Louvru

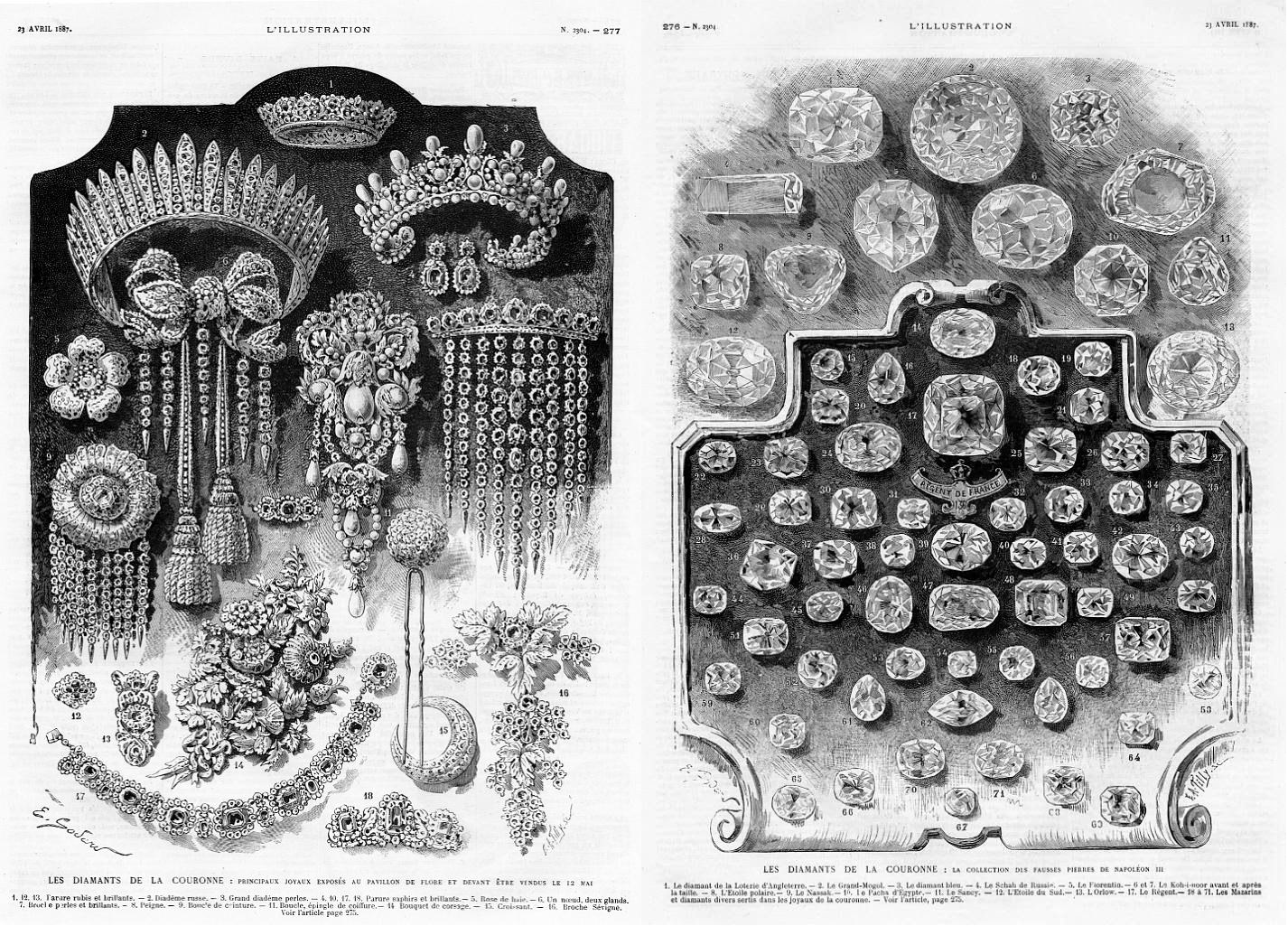
Prodejní katalog francouzských královských klenotů z roku 1887

Francouzské korunovační klenoty nebo výstižněji Klenoty francouzské koruny zahrnují jak královské insignie, tak řády, vyznamenání, šperky, samostatné diamanty francouzské koruny a další drahokamy. Tento soubor klenotů, drahokamů, gem a perel je národním pokladem francouzské monarchie, dynastií Karlovců, Anjouovců, Valois a Bourbonů, první říše, druhé říše a Francouzské republiky, jeho původ sahá až ke králi Františkovi I.

## Historie
Klenoty byly od středověku symbolem královské moci, hodnosti a bohatství. Používaly se zejména při korunovacích francouzských králů a královen. Po sesazení krále Ludvíka XVI. a vyhlášení První Francouzské republiky byly klenoty různě přenášeny. Původní rozsáhlý soubor klenotů byl během historického období mezi zánikem království a Třetí republikou zdecimován, v roce 1792 byla královská pokladnice vyloupena revolucionáři, některé klenoty byly silně poškozeny nebo zničeny, stejně jako pokladnice francouzských králů z opatství Saint-Denis a z královské kaple Sainte-Chapelle v Paříži. Většina korunovačních klenotů byla zachráněna. Posledním korunovaným králem, který užíval tyto klenoty, byl Karel X. Na konci devatenáctého století byla část pokladu rozprodána.

## Obsah
Královské klenoty, jsou to především královské koruny Ludvíka IX. Svatého, Ludvíka XV., císařská koruna Napoleona I. Bonaparta a císařská koruna Napoleona III., nebo koruna císařovny Eugénie; jsou z větší části vystavovány v Apollónově galerii v Louvru v Paříži. Kromě nich jsou vystaveny také soupravy soukromých šperků francouzských královen (například safírová parura královny Marie-Amélie, perlový diadém královny Hortensie nebo smaragdová parura Marie Luisy Habsburské z roku 1810) a dalších členů královských rodin.
Rozptýlené šperky najdeme v Muséum national d'histoire naturelle v Paříži, kde je vystavena diamantová souprava královny Marie Antoinetty, nebo v Bibliothéque nationale, kde jsou kameje a drahokamy. Perlové náušnice Marie Antoinetty, stejně jako diadém Marie Luisy byly zakoupeny do Národního přírodovědného muzea ve Smithsonian Institution ve Washingtonu.
Drahokamy Nejznámějším drahokamem je bílý diamant zvaný Regent, od roku 1887 uložený v Louvru. Dále se sem dostalo 18 diamantů kardinála Mazarina, z nichž největší je Sancy. Modrý diamant Bleu de France byl původně také součástí těchto klenotů, ale byl ukraden a přebroušen, poté nazván Diamant Hope a roku 1949 se dostal do Smithsonian Institution ve Washingtonu.

## Galerie

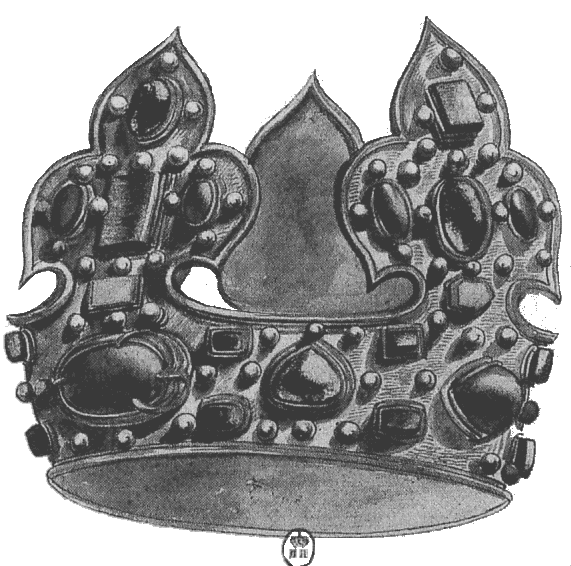
Koruna sv. Ludvíka
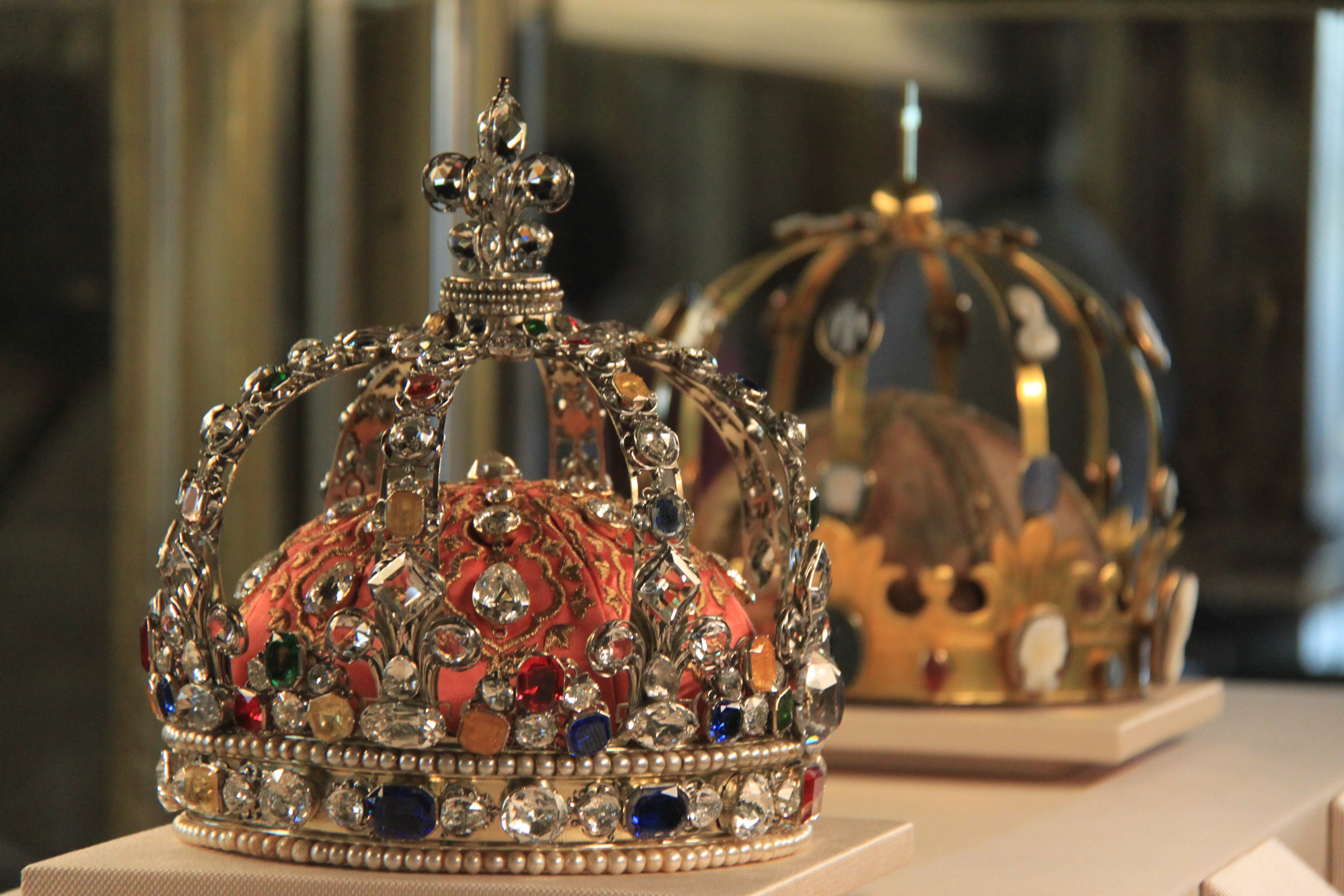
Koruny krále Ludvíka XV. a císaře Napoleona (vzadu)
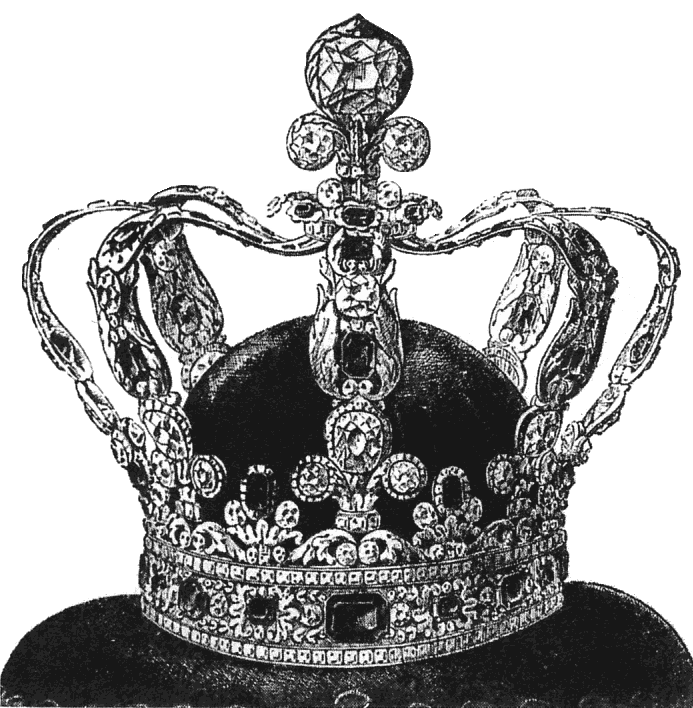
Koruna Karla X.
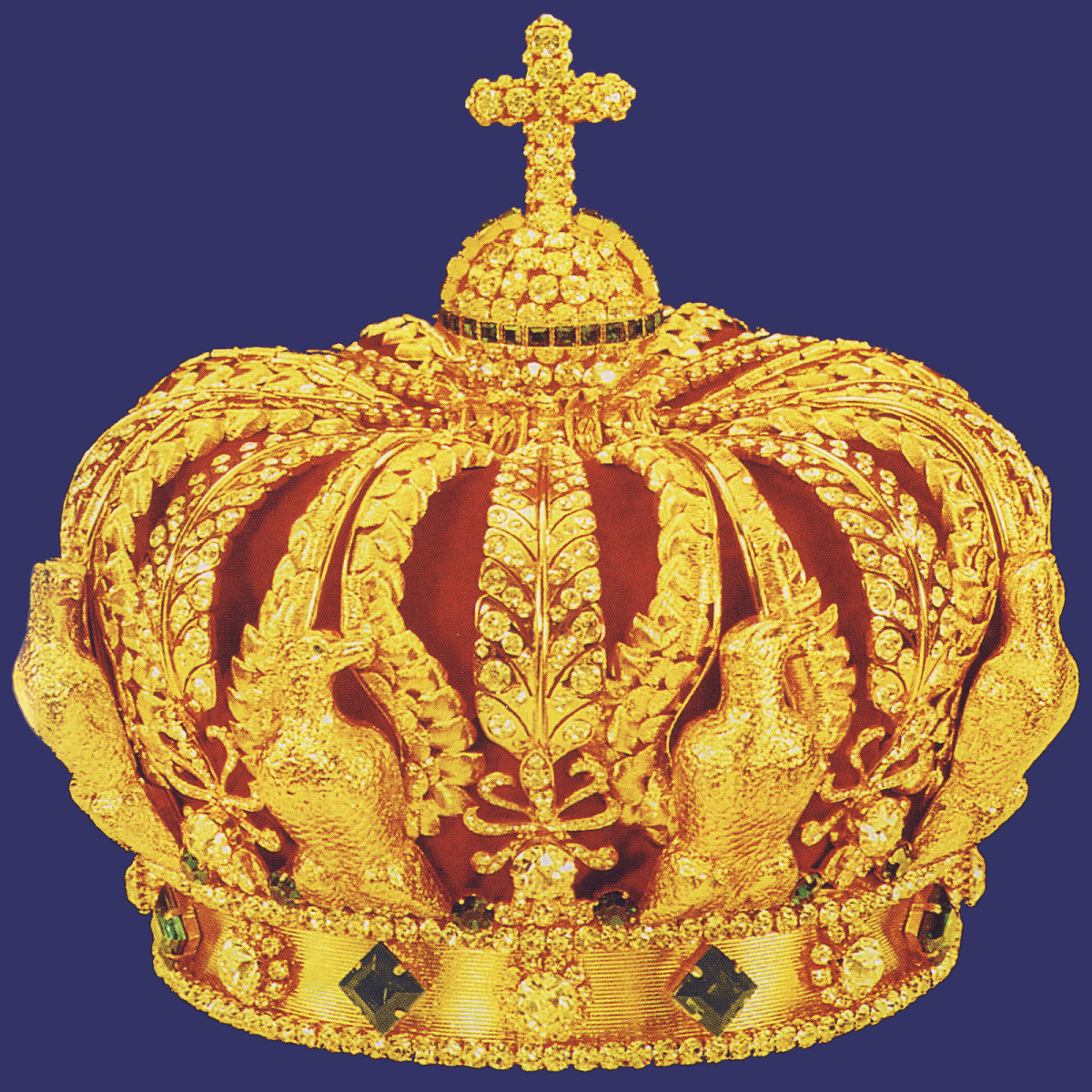
Koruna Napoleona III.
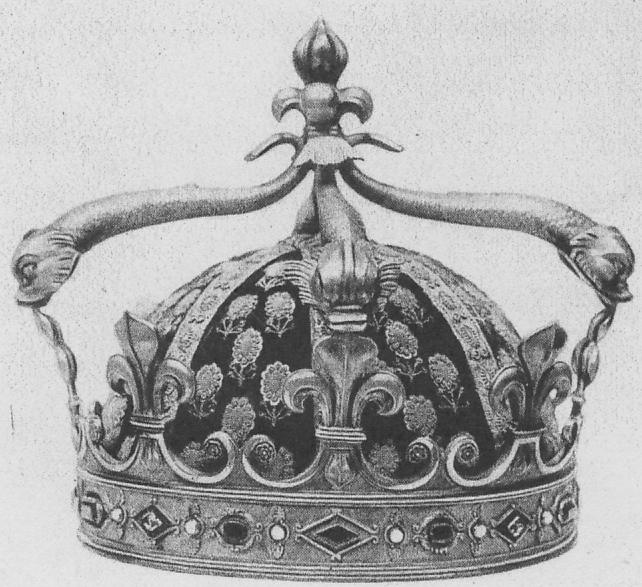
Koruna dauphina Ludvíka Antonína
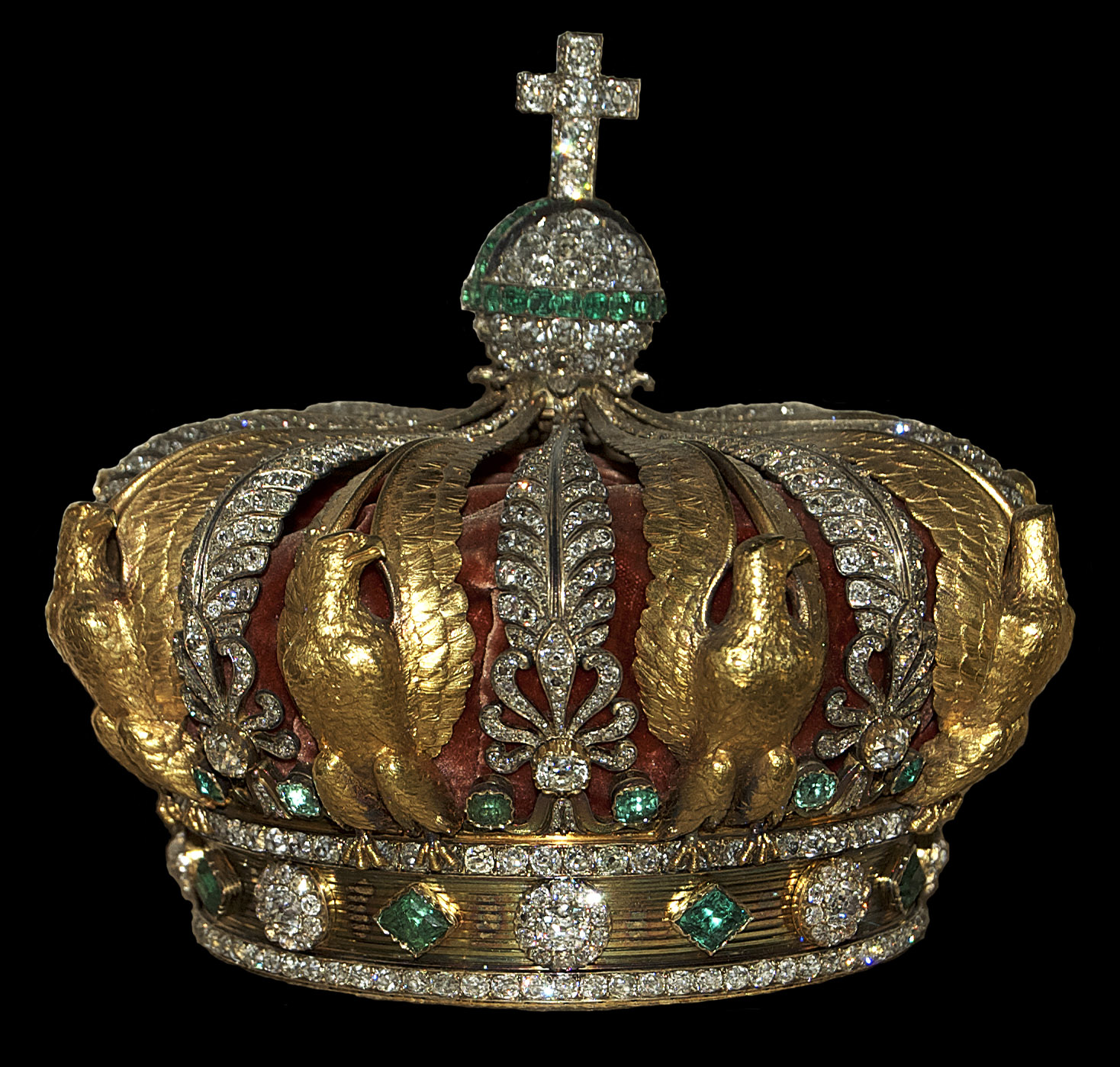
Koruna císařovny Evženie
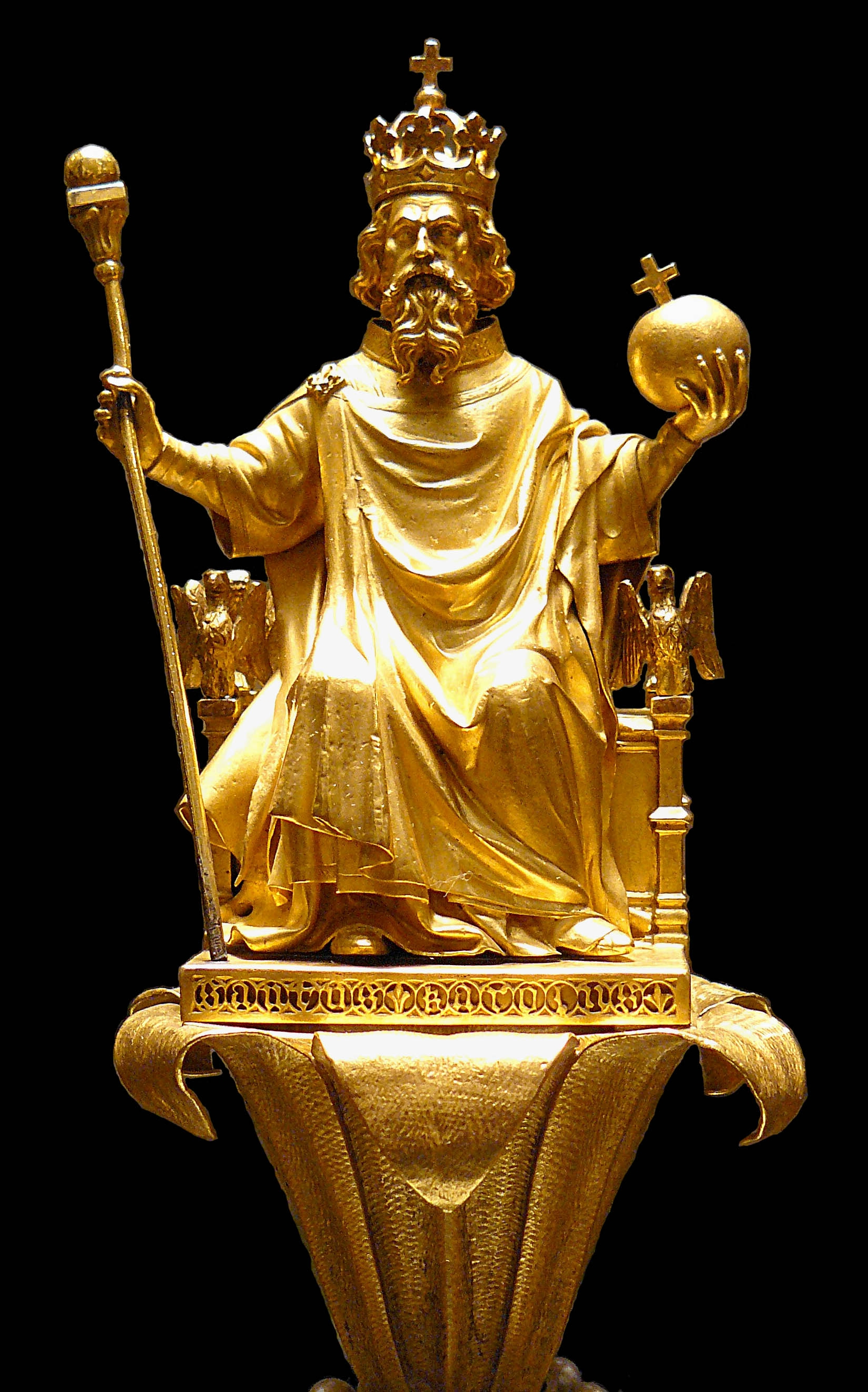
Figurka Karla Velikého na hlavici žezla Karla V.
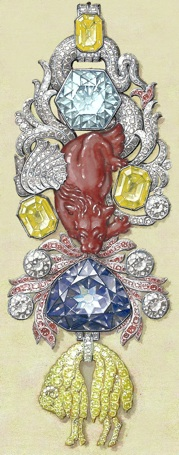
Řád Zlatého rouna Ludvíka XV.
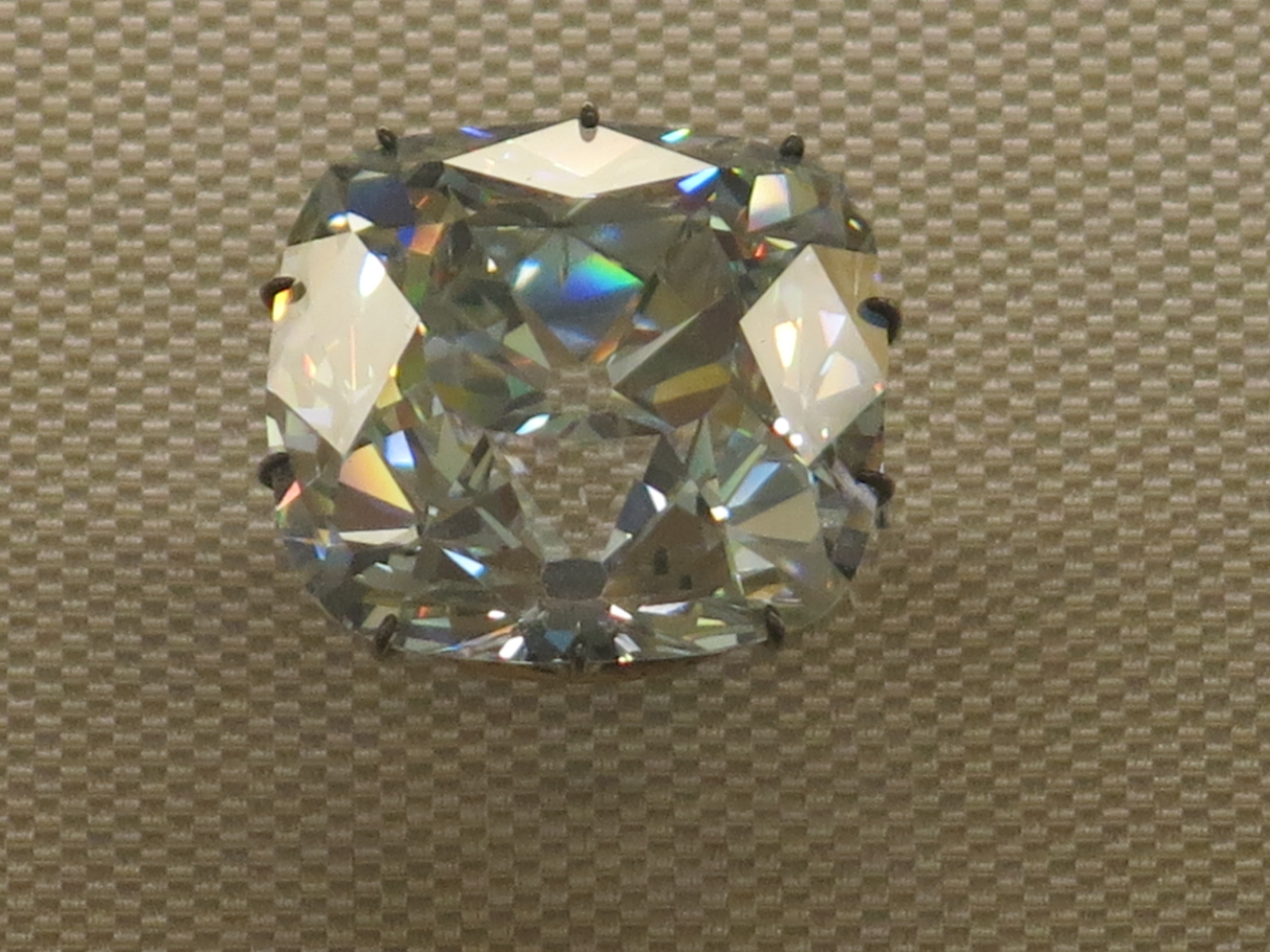
Diamant Régent